# Стэймос, Алекс
А́лекс Стэ́ймос (англ. Alex Stamos; род. 1979, Лос-Анджелес, Калифорния, США) — американский бизнесмен и университетский преподаватель, международно признанный эксперт в области компьютерной безопасности, бывший главный сотрудник по вопросам информационной безопасности компании Facebook.

## Биография
Родился в греческой семье.
В 1997 году окончил среднюю школу.
В 2001 году окончил Калифорнийский университет в Беркли со степенью в области электротехники и информатики (EECS).
После окончания университета стал соучредителем фирмы «iSEC Partners», занимавшейся консультациями по безопасности, которая в 2010 году была приобретена британской компанией «NCC Group».
В 2014—2015 годах — главный сотрудник по вопросам информационной безопасности компании Yahoo!.
В марте 2018 года в СМИ появилась информация о том, что Стэймос планировал покинуть Facebook вследствие разногласий с другими руководителями компании относительно потенциальных действий в связи с распространением в социальной сети российской дезинформации в период президентских выборов в США в 2016 году. В августе покинул Facebook, и начал работать в Стэнфордском университете в качестве исследователя и преподавателя кибербезопасности.

## Личная жизнь
Женат.